# ROKS Yi Eokgi
Le ROKS Yi Eokgi (SS-071) est un sous-marin de la marine de la république de Corée. Neuvième et dernier navire de la classe Chang Bogo, il est l’un des sous-marins de cette classe à être construit en Corée du Sud.

## Conception
À la fin des années 1980, la marine sud-coréenne a commencé à améliorer sa capacité globale et a commencé à exploiter des navires de technologie plus avancée. La Corée du Sud a acheté ses premiers sous-marins, la classe allemande Type 209 dans sa sous-variante 1200, commandée sous le nom de classe Chang Bogo. Ces bateaux sont globalement similaires aux six sous-marins turcs de la classe Atilay, avec des capteurs et des armes allemands.
La première commande passée à la fin de 1987 portait sur trois bateaux, l’un devant être achevé en Allemagne et les deux autres en Corée du Sud à partir de kits fournis par l’Allemagne. Il s’est ensuivi deux autres commandes de trois bateaux chacune, passées en octobre 1989 et janvier 1994, pour des bateaux de construction sud-coréenne. Les bateaux ont été mis en service de 1993 à 2001.
Les bateaux plus anciens ont été améliorés. On pense que la modernisation comprenait un tronçon de coque supplémentaire pour porter celle-ci à la longueur du Type 1400, la fourniture de missiles Harpoon lancés par tube lance-torpilles et l’ajout d’un sonar à réseau remorqué.

## Carrière
Le ROKS Yi Eokgi a été construit par Daewoo Shipbuilding & Marine Engineering (DSME) et lancé le 24 mai 2000. Il a été acquis par la marine sud-coréenne le 30 novembre 2001 et mis en service le lendemain 1er décembre 2001.
Le Yi Eokgi a été concerné par le programme de modernisation à mi-vie de trois des neuf sous-marins de la classe Chang Bogo, un contrat d’un montant total de 179 milliards de wons coréens (154 millions de dollars US) qui a été signé en 2014. Le Yi Eokgi est le troisième et dernier sous-marin à être ainsi remis à niveau, après le ROKS Na Dae-yong (SS-069) et le ROKS Choe Museon (SS-063). Le Yi Eokgi a été doté d’un nouveau système de gestion de combat construit localement, d’une capacité améliorée de détection et de suivi de ses cibles, et d’un sonar remorqué. Le ministère de la Défense nationale sud-coréen a déclaré, dans un communiqué de presse publié le 1er novembre 2019 à Séoul, qu’il s’attendait à ce que le système de combat intégré de production locale « contribue grandement » à l’amélioration des capacités opérationnelles des forces armées du pays. Les travaux de modernisation ont débuté en juillet 2018 et ont duré deux ans. À l’issue de ces travaux, Daewoo Shipbuilding & Marine Engineering a remis officiellement le Yi Eokgi à la marine de la république de Corée le 31 octobre 2019, pour qu’il soit redéployé et reprenne ses missions de protection maritime.